# ماريا لويزا ماجانيولي
ماريا لويسا ماغانيولي (جنوا، 17 أكتوبر 1948) هي كاتبة و صحفية و منسقة تحرير إيطالية. 

## السيرة الذاتية
ولدت بجنوا في و مقاطعة ليغوريا، و عاشت بميلانو. صحفية ..... متخصصة في مجال الفن و الطبخ. في زمن الثمنينات، ماغانيولي عملت بشركة التحرير Mondadori كمنسقة تحرير، مساعدة على صناعة أعمال في هته المجالات. في الوقت الحالي تعمل كرئيسة تحرير بمجلة Antiquariato.  

### قهوة لذيذة جدا
قهوة حلو جدا نشرت عام 1996، تروي قصة بحث الكاتبة عن نفسها في أرجنتين مليئة بإطاليين لم يعودوا كذلك، في محاولة إعادة بناء حيات سيفيرينو دي جوفاني، و هو أناركي إيطالي  

### أعمال أخرى
في 1999، تم نشر الرواية الثانية لماغانولي: ضيوف القدر. رواية تاريخية في بيئة ثمانينة. النص لم يتمكن من إعادة نجاح العمل الأول، 
بعد المحاولتين الذبيتين، جوسيبي ليونيلي من مجلة Libri وصف ماغانولي مع إيلينا فيرانتي و ميلانيا مازوكو، على أنهم من أفضل 

## الروايات
- قهوة لذيذة جدا, تورينو, بولاتي بورينييري, 1996. ( الحائزة على جائزة بيرتو)
- دعوات القدر, فينيتسيا, مارسيليو, 1999.

### إصدارات أجنبية
قهوة لذيذة جدا, بوينوس أيريس, الفاغوارا, 1997. ترجمت بالإسبانية من قبل غوليرمو بيرو.